# Stéphane Bridé
Stéphane Bridé, né le 30 septembre 1971 à Dakar (Sénégal), est un cadre financier franco-moldave. Il a été, du 18 février 2015 au 20 janvier 2016, ministre de l'Économie et vice-Premier ministre de Moldavie dans le gouvernement Gaburici et le gouvernement Streleț.

## Biographie

### Carrière professionnelle
Stéphane Bridé arrive en mission en Moldavie en 1999 pour le compte de France Télécom. En 2001, il déménage dans la capitale Chișinău pour fonder le cabinet local d'Ernst & Young. En 2010, il le quitte et fonde le cabinet local de Grant Thornton, un autre cabinet d'audit. En parallèle, il est trésorier de la Chambre de commerce et d'industrie France-Moldavie et conseiller au commerce extérieur pour la France.

### Carrière politique
Libéral sans étiquette politique, il est approché par le parti démocrate de Moldavie en début d'année 2015 et entre au gouvernement dans la coalition pro-européenne qui suit les élections législatives de 2014, le 18 février 2015.

## Vie privée
Né à Dakar, Stéphane Bridé parle quatre langues : le français, le roumain, l'anglais et l'espagnol. Il est marié à Olesea, une Moldave dont il a un enfant. Il obtient la nationalité moldave en 2013. Il pratique aussi des sports et, en 2005, il est devenu champion de Moldavie en motocross. En 2008, il faisait partie de l'équipe de Moldavie au championnat d'Europe de Motocross à Zărnești (Roumanie). Il est également ceinture noire de judo.